# Dịch vị
Dịch vị là một hỗn hợp các chất do tuyến vị trong dạ dày tiết ra. Nó bao gồm các thành phần như acid chlorhydric (HCl) và enzyme pepsin.
Dịch vị giúp tiêu hóa thức ăn có bản chất protein thành các dạng polypeptide đơn giản, dễ tiêu hóa hơn nhờ sự hiện diện của enzyme pepsin. Ngoài ra, chất nhầy sẽ bao bọc thức ăn giúp cho quá trình vận chuyển thức ăn trong ống tiêu hóa dễ dàng hơn. Dịch vị là 1 dịch thể thuần khiết, trong suốt có phản ứng acid và độ pH của dịch vị thay đổi tùy thuộc vào từng loại (trung bình pH ~ 2-3).

## Thành phần của dịch vị
Trong dịch vị có chứa 99,5% nước, 0,5% vật chất khô. Trong vật chất khô có chứa chất hữu cơ (protein, các enzyme như: acid lactic, ure, acid uric...), chất vô cơ (HCl, muối chloride, muối sunfat của các nguyên tố Ca, Na, K, Mg).Có bốn loại tế bào trong tuyến vị:
- Tế bào chính: các tế bào này có nhiệm vụ tiết ra pepsinogen - là dạng tiền enzyme (enzyme chưa hoạt động).
- Tế bào viền: các tế bào này có nhiệm vụ tiết ra HCl để tác động lên pepsinogen, biến chúng thành enzyme pepsin có tác dụng biến đổi protein thành các polipeptide đơn giản hơn.
- Tế bào cổ phễu: đây là các tế bào tiết ra chất nhày giúp bảo vệ niêm mạc dạ dày tránh khỏi tác động ăn mòn của HCl do tế bào viền tiết ra.
- Tế bào nội tiết: chúng sẽ tiết ra hormon gastrin để kích thích trở lại chính tuyến vị, điều hòa hoạt động của tuyến vị.

## Hoạt động
Trước hết, trên thành niêm mạc của dạ dày có các lỗ nhỏ. Mỗi lỗ này chính là cửa thông để dẫn dịch vị từ các tế bào tuyến vị ẩn trong lớp niêm mạc chảy ra. Có bốn loại tế bào trong tuyến vị.
1. Tế bào chính: các tế bào này có nhiệm vụ tiết ra pepsinogen - là dạng tiền enzyme (enzyme chưa hoạt động).
2. Tế bào viền: các tế bào này có nhiệm vụ tiết ra HCl để tác động lên pepsinogen, biến chúng thành enzyme pepsin có tác dụng biến đổi protein thành các polipeptide đơn giản hơn.
3. Tế bào cổ phễu: đây là các tế bào tiết ra chấy nhày giúp bảo vệ niêm mạc dạ dày tránh khỏi tác động ăn mòn của HCl do tế bào viền tiết ra.
4. Tế bào nội tiết: chúng sẽ tiết ra hormone gastrin để kích thích trở lại chính tuyến vị, điều hòa hoạt động của tuyến vị.